# Annemarie Madison

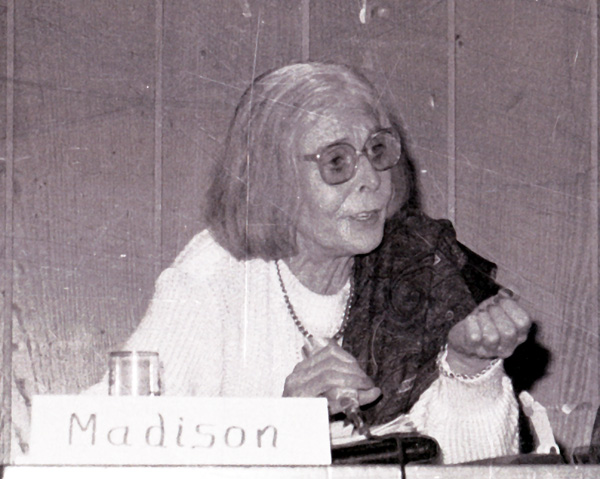
Annemarie Madison (1986)

Annemarie Madison, geborene Zimmermann (* 21. November 1920 in Jakarta, Indonesien; † 30. Januar 2010 in San Francisco, USA) war eine Betreuerin und Pflegerin von AIDS-Kranken. Sie ist Namensgeberin des Annemarie-Madison-Preises und lebte zuletzt in San Francisco.

## Biografie
Annemarie Madison musste im Alter von 4 Jahren ihr Geburtsland Indonesien verlassen, da ihre Mutter ernsthaft an Malaria erkrankte. In den Niederlanden besuchte sie ein Internat, war jedoch später nach niederländischem Schulsystem zu jung, um zu studieren. Sie überbrückte die Zeit als Sekretärin einer niederländischen Firma. Als der Zweite Weltkrieg ausbrach, wurde sie angelernte Krankenschwester beim Niederländischen Roten Kreuz. Sie arbeitete danach für eine niederländische Firma in Berlin, verließ die Stadt jedoch, als Russland Ostberlin übernahm. Danach arbeitete sie in der britischen Zone als Übersetzerin für die britische Verwaltung und als Gerichtsübersetzerin, um danach eine Tätigkeit als persönliche Referentin des Ministers für Wirtschaft und Verkehr in Nordrhein-Westfalen aufzunehmen. Später gab sie diese Tätigkeit auf, um mit ihrem Ehemann, dem Schriftsteller Louis E. Madison (1914–2008) zusammenzuarbeiten. 1979 zog sie mit ihm und ihrem 1958 geborenen Sohn nach San Francisco.

## Arbeit mit AIDS
1984 startete Madison ihre ehrenamtliche Tätigkeit für Menschen mit AIDS, in der sie für mehr als 250 AIDS-Patienten sorgte. Ihr Anliegen war es, nicht nur Kranke zu pflegen, sondern auch AIDS vom Stigma und der Isolation zu befreien. So trat sie nicht nur während der ersten Benefiz-Veranstaltung 1985 an der San Francisco Opera als Rednerin auf. Es folgten eine Vielzahl von Auftritten in den USA und Europa, in denen sie über den Umgang mit Menschen mit AIDS aufklärte und Erfahrungen aus den amerikanischen Zentren vermittelte. In den 80er Jahren diskutierte sie in Workshops das Leben und Sterben mit AIDS und unterstützte die lokalen AIDS-Hilfen in Deutschland, sich zu organisieren. In den 1990er Jahren trat sie in Talkshows und Filmen auf, um weiter für einen menschlichen Umgang mit der Krankheit und ihren Patienten zu werben.
Kiu Eckstein, der über ihre Arbeit für das Auslandsjournal des ZDF den Bericht Leben mit Aids in San Francisco gedreht hat und der mtr Annemarie Madison in einem Mail-Austausch stand, vermutet, dass Madison einen Kundalini-Prozess durchlaufen hat.
1994 wurde ihr das Bundesverdienstkreuz I. Klasse verliehen. Madison ist Namensgeberin des Annemarie-Madison-Preises. Dieser wurde vom KIS Forschungskuratorium für Immunschwäche etabliert und wird seit 1995 zu den Münchener AIDS-Tagen verliehen und würdigt Verdienste für einen menschlichen Umgang mit AIDS.